# Oak Harbor (Ohio)
Pour les articles homonymes, voir Oak Harbor.
Oak Harbor est un village du comté d'Ottawa, dans l'État de l'Ohio, aux États-Unis. Il est peuplé de 2 759 habitants (recensement de 2010).

## Localisation
La localité est au nord de l'Ohio, à 17 km à l'ouest de Port Clinton, à 36 km au sud-est de Toledo et à 90 km au sud de Détroit. Elle est à 10 km des rives du lac Érié. Elle borde la rivière Portage (en), affluent du lac Érié.

## Lieux et monuments
- Oak Harbor High School (en)